# Cecilio Gómez y Rodeles
Cecilio Gómez y Rodeles (Olite, 1842-Chamartín de la Rosa, 1913) fue un escritor y jesuita español.

## Biografía
Nacido en la localidad navarra de Olite el 22 de noviembre de 1842, fue miembro de la Compañía de Jesús. Falleció en la localidad madrileña de Chamartín de la Rosa el 31 de diciembre de 1913. Colaboró en Monumenta historica Societatis Jesu, hizo estudios de crítica y erudición y fue autor de una Vida del célebre misionero padre Pedro Calatayud, de la Compañía de Jesús, y relación de sus apostólicas empresas en los reinos de España y Portugal (Madrid, 1882).